# 小行星9871
小行星9871（英語：9871 Jeon）是一颗围绕太阳公转的小行星。1992年2月28日，T. Fujii、渡邊和郎在北见发现了此天体。
这颗小行星的绝对星等为231.5926353023509等。